# NGC 1094
NGC 1094 je galaksija u zviježđu Kit.

## Vanjske poveznice
- SEDS: NGC 1094